# Yoshioka Takayoshi

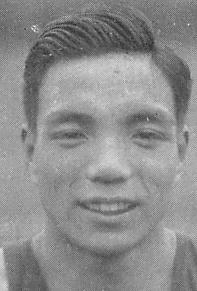
Yoshioka Takayoshi

Yoshioka Takayoshi (jap. 吉岡 隆徳; * 2. Juni 1909 in Nishihama (heute: Izumo), Präfektur Shimane; † 5. Mai 1984 in Fuchū, Präfektur Tokio) war ein japanischer Sprinter.
Bei den Olympischen Spielen 1932 in Los Angeles wurde er Sechster über 100 Meter und Fünfter in der 4-mal-100-Meter-Staffel. Über 200 Meter erreichte er das Viertelfinale.
Am 15. Juni 1935 in Tokio und am 6. Juli 1935 in Osaka stellte er mit 10,3 s den Weltrekord über 100 Meter ein.
Bei den Olympischen Spielen 1936 in Berlin schied er über 100 Meter im Viertelfinale und in der 4-mal-100-Meter-Staffel im Vorlauf aus.
Sechsmal wurde er Japanischer Meister über 100 Meter (1931, 1932, 1935, 1938–1940).

## Persönliche Bestzeiten
- 100 m: 10,3 s, 15. Juni 1935, Tokio
- 200 m: 21,2 s, 27. Mai 1933